# Comuna Paltin, Vrancea
Paltin este o comună în județul Vrancea, Moldova, România, formată din satele Ghebari, Paltin (reședința), Prahuda, Țepa și Vâlcani.

## Etimologie
Numele comunei provine la specia de plantă, Paltinul de munte, care are același nume ca și localitatea în sine, și de unde se și derivează, termenul Paltin.

## Așezare

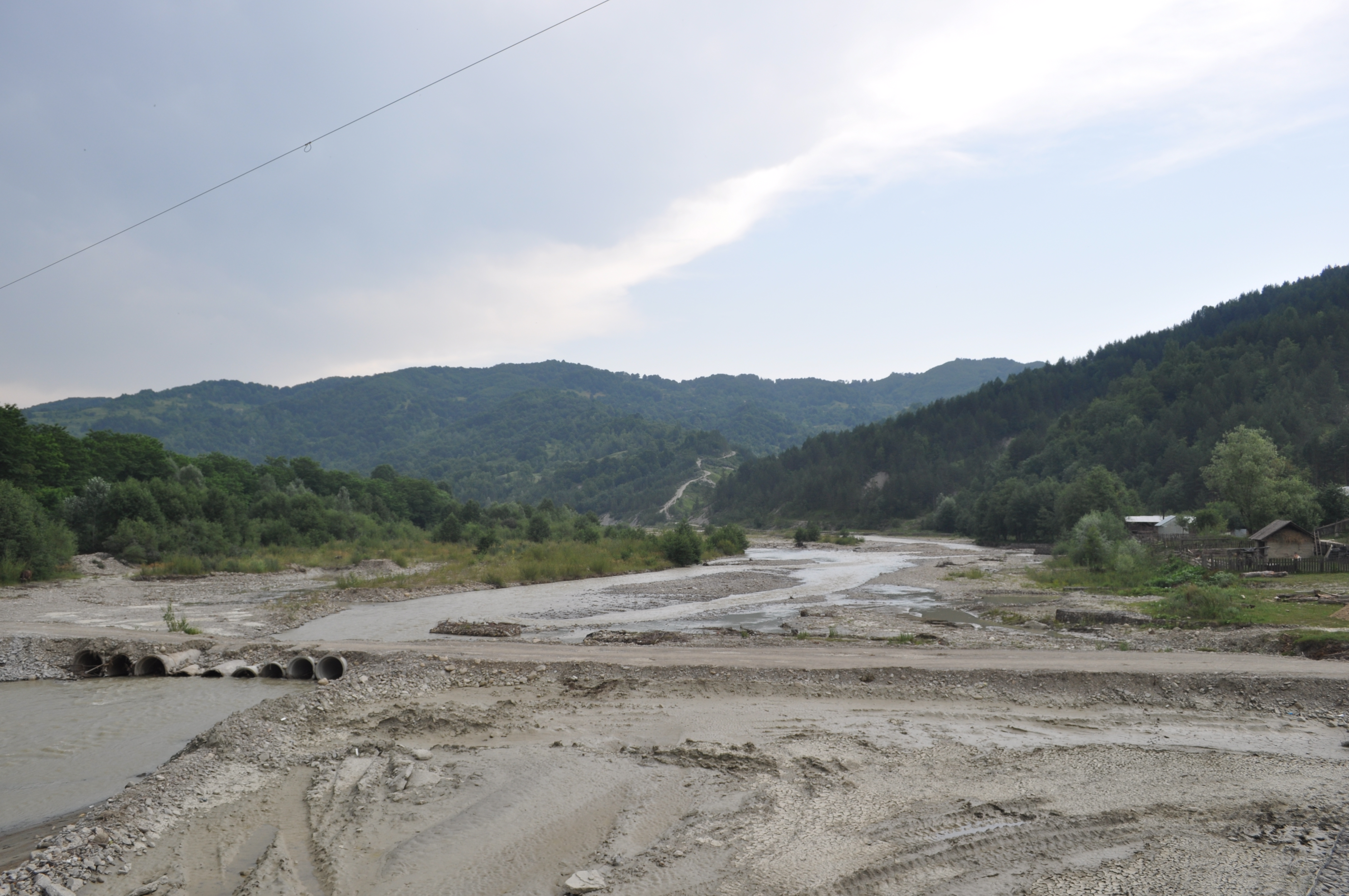
Râul Zăbala la Paltin

Comuna se află în zona montană din vestul județului, pe valea râului Zăbala, în depresiunea subcarpatică a Vrancei. Este străbătută de șoseaua județeană DJ205D, care o leagă spre nord și est de Năruja și Valea Sării (unde se termină în DN2D) și spre sud de Spulber și Nereju.

## Demografie
Componența etnică a comunei Paltin
     Români (97,82%)
     Alte etnii (0%)
     Necunoscută (2,18%)
Componența confesională a comunei Paltin
     Ortodocși (97,21%)
     Alte religii (0,46%)
     Necunoscută (2,34%)
Conform recensământului efectuat în 2021, populația comunei Paltin se ridică la 1.968 de locuitori, în creștere față de recensământul anterior din 2011, când fuseseră înregistrați 1.861 de locuitori. Majoritatea locuitorilor sunt români (97,82%), iar pentru 2,18% nu se cunoaște apartenența etnică. Din punct de vedere confesional, majoritatea locuitorilor sunt ortodocși (97,21%), iar pentru 2,34% nu se cunoaște apartenența confesională.

## Politică și administrație
Comuna Paltin este administrată de un primar și un consiliu local compus din 11 consilieri. Primarul, Ion Cocioabă[*], de la Partidul Social Democrat, este în funcție din octombrie 2020. Începând cu alegerile locale din 2024, consiliul local are următoarea componență pe partide politice:
|  | Partid                    | Consilieri | Componența Consiliului | Componența Consiliului | Componența Consiliului | Componența Consiliului | Componența Consiliului | Componența Consiliului | Componența Consiliului |
|  | ------------------------- | ---------- | ---------------------- | ---------------------- | ---------------------- | ---------------------- | ---------------------- | ---------------------- | ---------------------- |
|  | Partidul Social Democrat  | 7          |                        |                        |                        |                        |                        |                        |                        |
|  | Partidul Național Liberal | 4          |                        |                        |                        |                        |                        |                        |                        |

## Istorie
La sfârșitul secolului al XIX-lea, comuna făcea parte din plasa Vrancea a județului Putna și era formată din satele Ghebari, Paltin, Prahuda și Vulcani, cu 1281 de locuitori ce trăiau în 310 case. În comună funcționau nouă mori de apă, două biserici și o școală mixtă cu 37 de elevi. Anuarul Socec din 1925 consemnează comuna în aceeași plasă și în aceeași alcătuire, populația fiind de 1580 de locuitori.
În 1950 a trecut în administrarea raionului Năruja din regiunea Putna, după care în 1952 a fost arondată raionului Focșani din regiunea Bârlad și apoi (după 1956) din regiunea Galați.
În 1968, comuna a fost transferată la județul Vrancea, tot atunci ei arondându-i-se și satele comunei Spulber, desființată. Comuna Spulber a fost reînființată în 2005, și atunci comuna Paltin a căpătat forma actuală.

## Obiective turistice
Comuna este deservită de Platoul Tojanului. Aici se pot amenaja o pârtie de ski, cabane, pensiuni și camping-uri, precum și de Muzeul Etnografic al comunei, înființat în anul 1972.